# Ponte Emanuela Loi
Il ponte Emanuela Loi è un ponte situato a Monserrato, in Sardegna. Collega il centro abitato con il Presidio Ospedaliero Duilio Casula e scavalca la strada statale 554 Cagliaritana.

## Storia
I lavori per la costruzione sono iniziati nel 2005 e si sarebbero dovuti concludere due anni più tardi, l'opera è invece stata ultimata nel 2009. Il costo complessivo della realizzazione ammonta a 9,47 milioni di €, finanziati prevalentemente dalla Regione Autonoma della Sardegna e in parte dalla provincia di Cagliari.
il progetto è dell’ingegnere italiano Pietro Paolo Mossone, progettista di svariati ponti strallati di rilevanza internazionale. 
La sua realizzazione rientra in un più ampio progetto di messa in sicurezza della viabilità della strada statale 554, allo scopo di eliminarne le intersezioni a raso.
Il 12 dicembre 2009 (contestualmente alla sua inaugurazione) è stato intitolato ad Emanuela Loi, vittima della strage di via D'Amelio e originaria della vicina Sestu. L'agente della Polizia di Stato è ricordata da una targa posizionata sulla struttura principale, il ponte è poi sede delle manifestazioni organizzate in sua memoria.

## Descrizione
Il ponte crea un'intersezione a livelli sfalsati con la strada provinciale 8 per Sestu, tramite uno svincolo a quadrifoglio completo.
In fase di progettazione fu valutato di costruire un ponte bowstring o un ponte sospeso, ma fu scelto il ponte strallato a causa dell'impossibilità di erigere pilastri sull'arteria stradale sottostante, ma anche perché agevolava nella costruzione delle corsie di accelerazione e decelerazione. Al 2023 è l'unico ponte strallato presente sull'isola.
È stato costruito interamente in calcestruzzo armato, di tipo precompresso per quanto riguarda l'impalcato e la travatura reticolare. Presenta un'arcuata forma ad Y rovesciata, sulla sommità dell'antenna (inclinata all'indietro) è presente un parallelepipedo forato in acciaio inossidabile.
Presenta una luce ed una lunghezza di 82,5 m, è largo 18 m e alto 59 m. Gli stralli sono quindici, nove a sorreggere l'impalcato (costruito tramite centine) e due gruppi da tre che sono invece ancorati al terreno.